# 紋章院
紋章院（もんしょういん、英: College of Arms 又は Heralds' College）は、紋章及び系譜を管理・統括し、イングランド、ウェールズ及び北アイルランドの国民に新たな紋章を授与するほか、国王や王家の典礼を司る英国王直属の機関である。紋章院は、イギリス国王から紋章に関する権限を委任された紋章の権威である職業紋章官から成る法人であり、イングランド王リチャード3世からの1484年3月2日付の特許状により設立された。

## 背景
ロンドンに本拠を置く紋章院は、ヨーロッパでも数少なくなった紋章に関する政府機関のうちの1つである。スコットランドには、スコットランド紋章局というべきコート・オブ・ザ・ロード・ライアン (Court of the Lord Lyon) と呼ばれるそれ自身の紋章統括機関があり、それはロード・ライアン・キング・オブ・アームズ (Lord Lyon King of Arms) を頂点とする。紋章院は、紋章統括機関がない他のイギリス連邦に属する国の国民にも紋章を授与するが、カナダと南アフリカにはそれぞれ、カナダ紋章庁 (Canadian Heraldic Authority) 及び南アフリカ紋章支局 (Bureau of Heraldry) と呼ばれる紋章統括機関がある。
紋章院は、新たな紋章をデザインし、授与することに加え、紋章保持者（紋章を使用する資格のある者）からの出自を示そうとする人々からの多くの要請を処理する。そのような祖先からの男系に（又は紋章の女性相続人を通して）連なる者には、その祖先の紋章が、系譜の上位にある従兄弟と区別するために必要に応じてディファレンシングを加えた上で再発行される。その目的のために、紋章院は系譜学にも関係しており、市民には公開されていないが、その記録にある多くの系図（系統樹）は法的効力を持っている。誰でも紋章院に家系図を登録することができ、そこでそれらは慎重に内部的に検査され、改められる前には公式証明を必要とする。

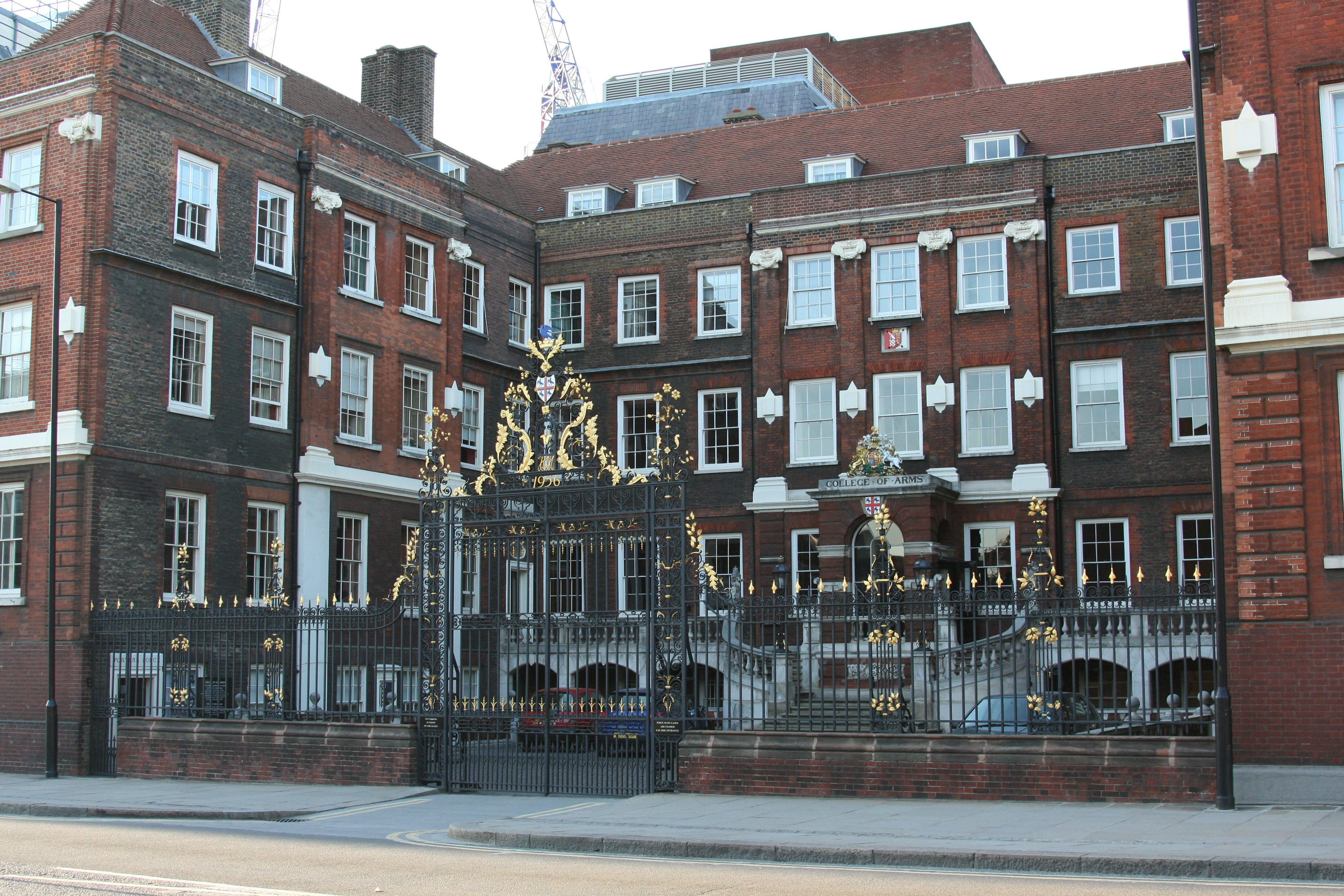
ロンドンのクイーン・ビクトリア・ストリートに面する紋章院の外観。

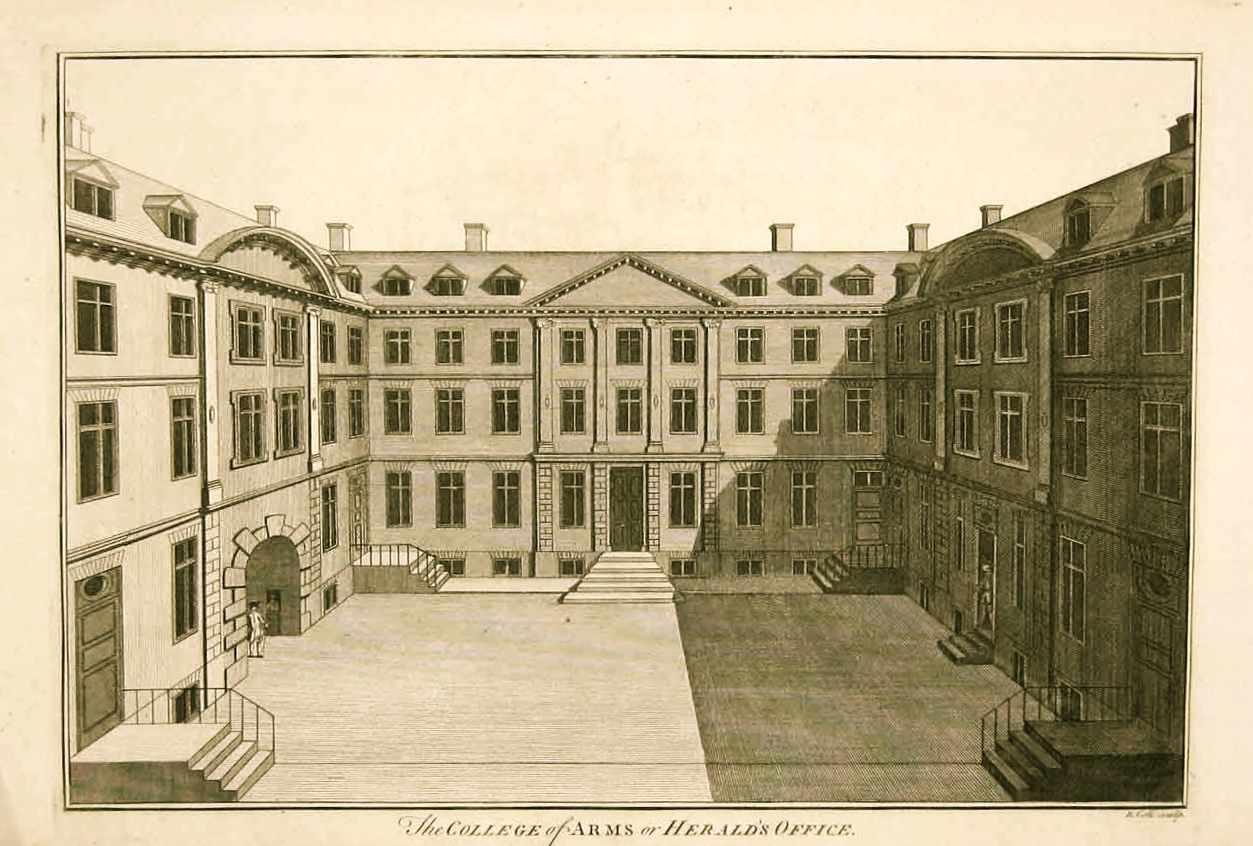
1756年のものと思われる紋章院のエングレービング。

ヘラルドは、もともとは伝令官であり、今日でも時折、紋章院の紋章官は公式に、特に新国王の継承における国王の宣言を読み上げるという元の役割に戻る。彼らは、公式式典（例えば戴冠式、貴族院（イギリス上院）への新任議員の披露、騎士叙勲の儀式など）の計画を立て、参列者に案内するなどの役割を担う。これらの公の場に姿を見せるために、紋章院の紋章官は、イギリス王室の一員であることを表す、シンプルな赤い仕着せ（リヴァリー）又はヘラルドの伝統的な主君の紋章（この場合は国王の紋章）で飾られた色彩豊かな一式のタバードのいずれかの衣装を着用する。これらの式典に、彼らは時々トランペット奏者（彼らと紋章官を混同してはならない）の後ろにいる。

## 建物
1484年にリチャード3世によって創設された際の紋章院の建物は、アッパー・テムズ・ストリート沿いに建つコールドハーバー (Coldharbour) と呼ばれる建物であった。1485年8月22日のボズワースの戦いでヘンリー7世がリチャード3世を打ち破り、王位に就くと、コールドハーバーの紋章院は紋章官たちから取り上げられ、ヘンリー7世の母マーガレット・ボーフォートに与えられた。
紋章院は、ロンドンのセント・ポール大聖堂から南に程近く、テムズ川の北を走るクイーン・ビクトリア・ストリートに本拠を構える。1555年にフィリップ2世とメアリー1世によって紋章院が再設立された際に、現在の場所が与えられ、当時はダービー・プレイス (Derby Place) と呼ばれ、1666年までその建物が紋章院であった。ダービー・プレイスについては、いくばくかの記録が残っているが、中庭を取り囲むように3面の建物があったこと、西側に落し格子が備えられた門があったこと、現在はクイーン・ビクトリア・ストリートになっている南側の敷地の西端に大きなホールがあったということを除き、現在もほとんど何もわかっていない。
ダービー・プレイスの古い紋章院は、1666年のロンドン大火により焼失している。すべての記録と文書は、ウェストミンスター宮殿に移されて難を逃れたものの、現在の17世紀の建物は大火後に再建されたものである。資金不足のため、再建のための設計をはじめとする作業が1670年代まで遅れた。紋章官たちも私財から再建費を捻出したり、貴族たちにも寄付を求めたが、着工後も資金難は続き、建築は相当ゆっくりだった。
2009年2月5日の朝、紋章院の最上階から火が出て消防隊も出動した火災が発生したが、建物内の職員は速やかに避難したため犠牲者はなく、各種記録への損害もなかった。鎮火後の修理の間も、建物が閉鎖されることなく通常の業務が続けられていた。

## 紋章官

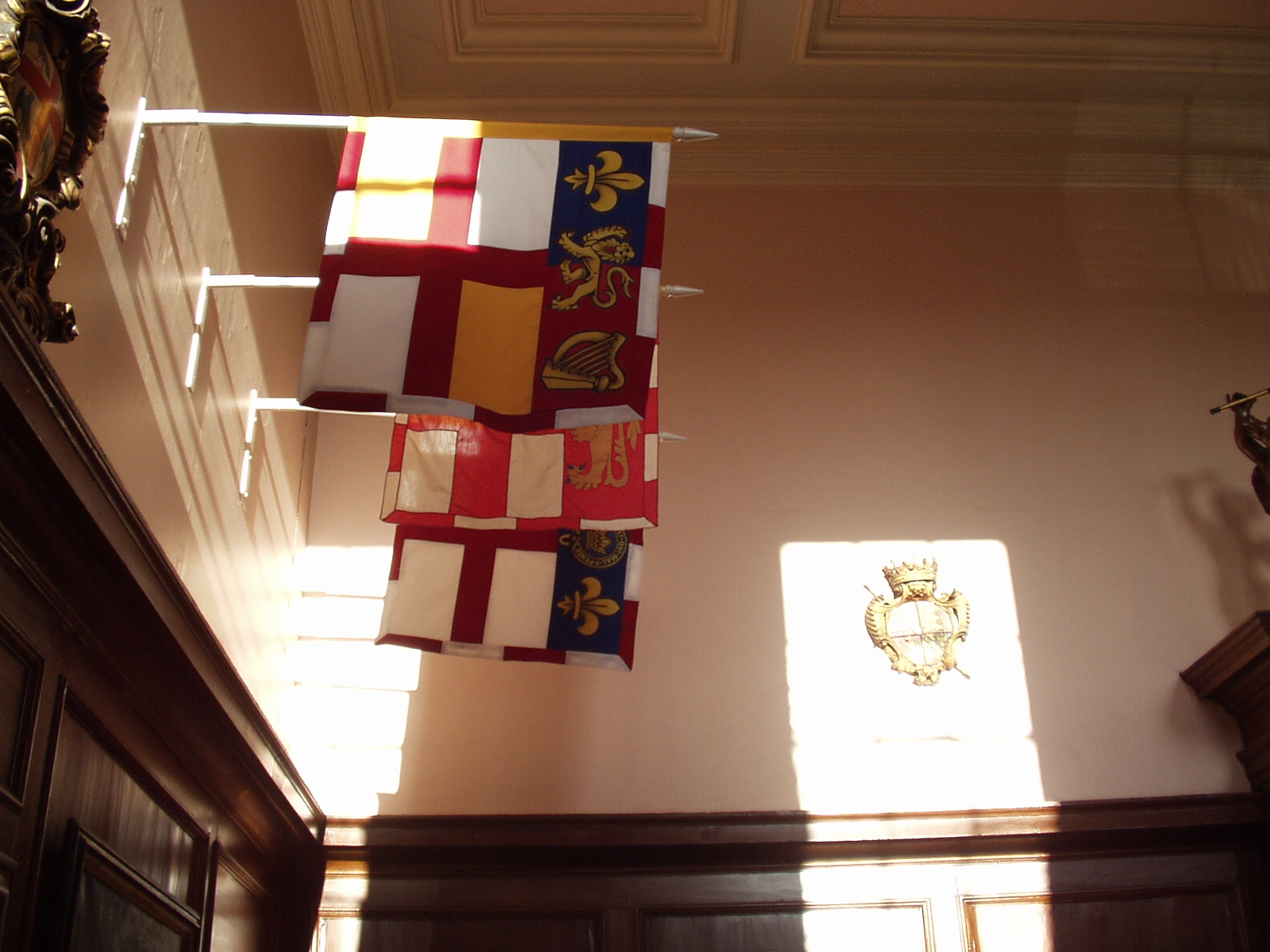
キング・オブ・アームズのバナー。

ノーフォーク公によって相続される世襲職位であるアール・マーシャル（紋章院総裁）は、紋章院の一員でないが、紋章院を監督する立場にあり、紋章は総裁の同意なしには授与されない。更に、紋章院総裁は、理屈の上では騎士道法廷で紋章の使用に関する事案と論争を審理することになっているが、実際には紋章院総裁は通常、紋章院の専門のヘラルドに職務を任せている。また、当該法廷は1954年以降開廷、審理されていない。
歴史的に、紋章官にはキング・オブ・アームズ、ヘラルド及びパーシヴァントの3つの階級がある。紋章官は、国王の指名により伝統的な称号を持つ職位を占める。

### キング・オブ・アームズ
- ガーター・プリンシパル・キング・オブ・アームズ (Garter Principal King of Arms) - 上席筆頭紋章官。この称号は、ガーター勲章に由来する。
- クラレンス・キング・オブ・アームズ (Clarenceux King of Arms) - トレント川以南のイングランドを担当する。
- ノロイ & アルスター・キング・オブ・アームズ (Norroy and Ulster King of Arms) - トレント川以北のイングランド（ノロイ）及び北アイルランド（アルスター）を担当する。

ガーター・プリンシパル・キング・オブ・アームズ (Garter Principal King of Arms)
クラレンス・キング・オブ・アームズ (Clarenceux King of Arms)
ノロイ & アルスター・キング・オブ・アームズ (Norroy and Ulster King of Arms)

### ヘラルド・オブ・アームズ
ヘラルドの称号は、場所への言及又は歴史的に王政と関連した貴族の称号である。
- チェスター・ヘラルド (Chester Herald of Arms in Ordinary)
- ランカスター・ヘラルド (Lancaster Herald of Arms in Ordinary)
- リッチモンドヘラルド (Richmond Herald of Arms in Ordinary)
- サマセット・ヘラルド (Somerset Herald of Arms in Ordinary)
- ウィンザー・ヘラルド (Windsor Herald of Arms in Ordinary)
- ヨーク・ヘラルド (York Herald of Arms in Ordinary)

チェスター・ヘラルド (Chester Herald of Arms in Ordinary)
ランカスター・ヘラルド (Lancaster Herald of Arms in Ordinary)
リッチモンドヘラルド (Richmond Herald of Arms in Ordinary)
サマセット・ヘラルド (Somerset Herald of Arms in Ordinary)
ウィンザー・ヘラルド (Windsor Herald of Arms in Ordinary)
ヨーク・ヘラルド (York Herald of Arms in Ordinary)

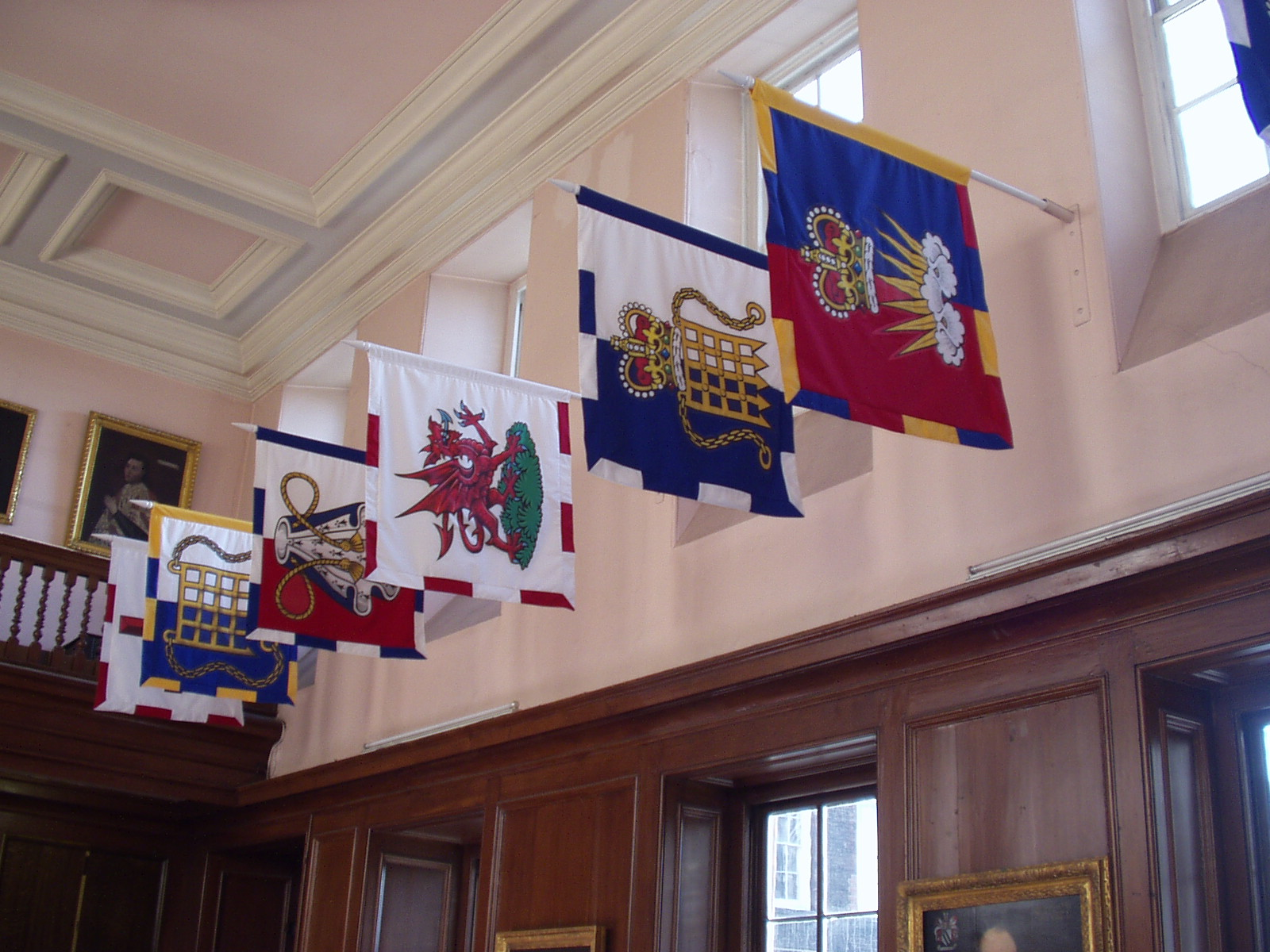
ヘラルド及びパーシヴァントのバナー。

彼らは、紋章院の事務所で一般の役所のような（ウォーク・イン式の）業務を取り扱う「窓口紋章官 (officer in waiting)」として持ち回りで従事する。
これら常任の「ヘラルド・オブ・アームズ・イン・オーディナリー」の他に、非常任の「ヘラルド・オブ・アームズ・エクストラオーディナリー」は特別な冠婚葬祭に参列するか、個人的に紋章院総裁を支援するよう任命されることがある。彼らは、紋章院の一員ではない。ヘラルド・エクストラオーディナリーは次のとおり。
- アランデル・ヘラルド・オブ・アームズ (Arundel Herald of Arms Extraordinary)
- ボーモント・ヘラルド・オブ・アームズ (Beaumont Herald of Arms Extraordinary)
- デリー・ヘラルド・オブ・アームズ (Delhi Herald of Arms Extraordinary)
- マルトレバース・ヘラルド・オブ・アームズ (Maltravers Herald of Arms Extraordinary)
- ニュージーランド・ヘラルド・オブ・アームズ (New Zealand Herald of Arms Extraordinary)
- ノーフォーク・ヘラルド・オブ・アームズ (Norfolk Herald of Arms Extraordinary)
- サリー・ヘラルド・オブ・アームズ (Surrey Herald of Arms Extraordinary)
- ウェールズ・ヘラルド・オブ・アームズ (Wales Herald of Arms Extraordinary)
- フィッツアラン・パーシヴァント・オブ・アームズ (Fitzalan Pursuivant of Arms Extraordinary)

この非常任の紋章官でニュージーランド・ヘラルド・オブ・アームズ・エクストラオーディナリーは特例である。紋章院の一員ではないながら、ニュージーランドで紋章を監督するために設置された永続的な役職である。ニュージーランド・ヘラルドは、彼自身居住し、勤務するところであるその国で国民及び法人・団体に新たな紋章を授与するために、紋章院と協調して業務を遂行している。

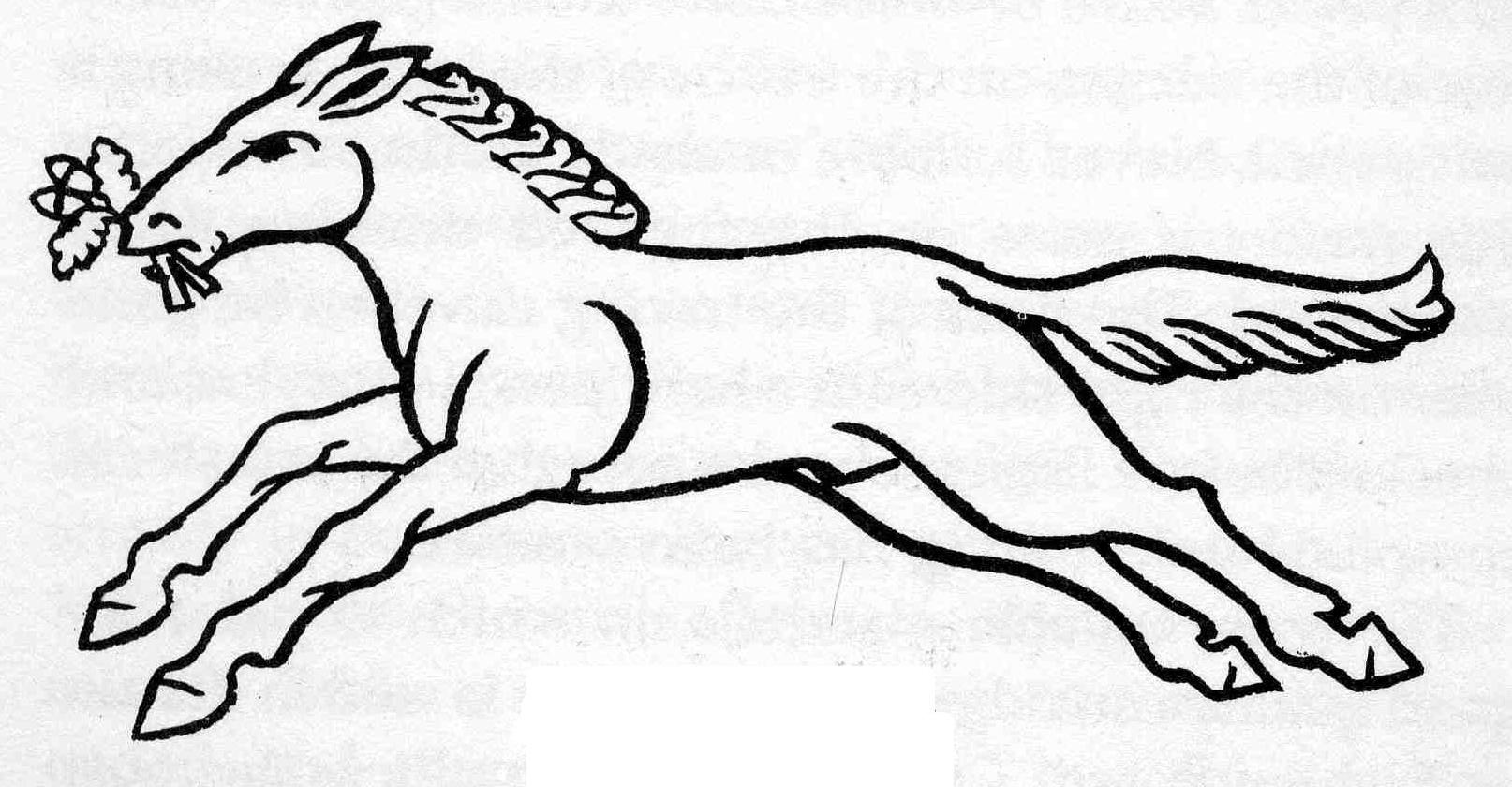
アランデル・ヘラルド・オブ・アームズ (Arundel Herald of Arms Extraordinary)
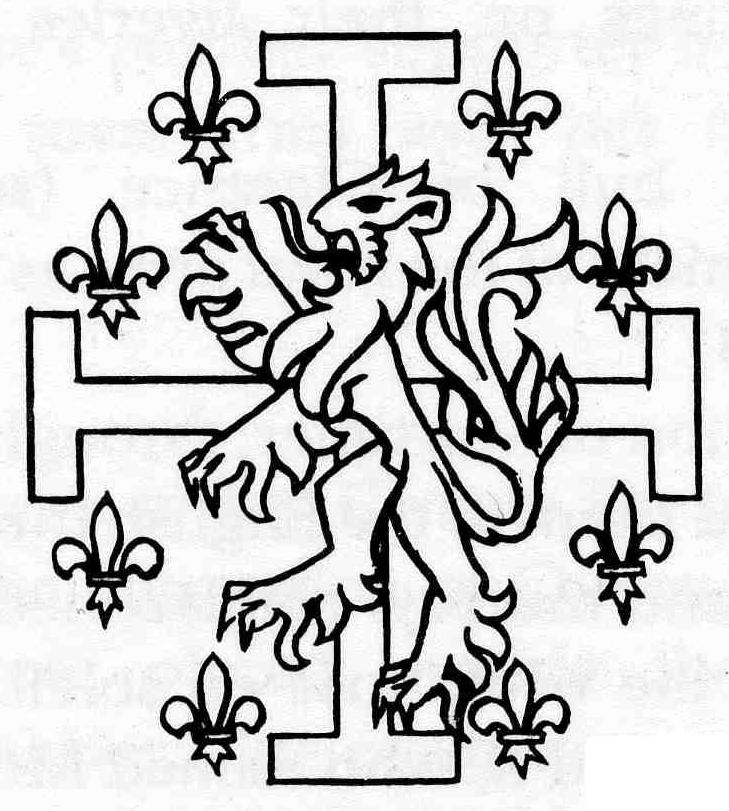
ボーモント・ヘラルド・オブ・アームズ (Beaumont Herald of Arms Extraordinary)
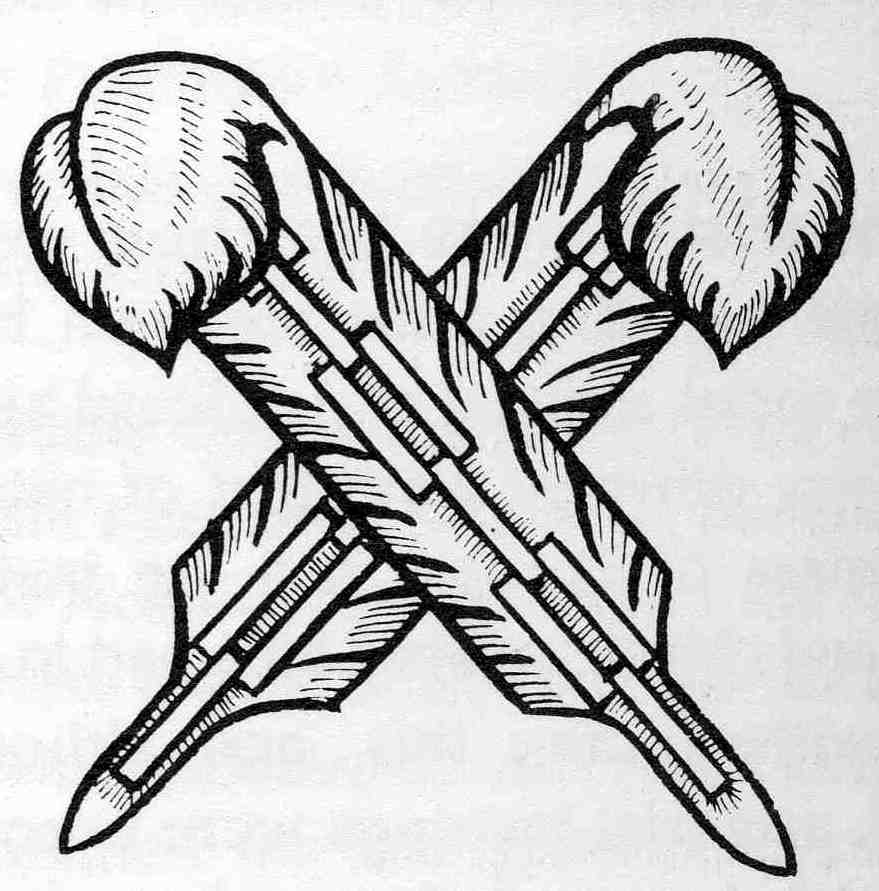
ノーフォーク・ヘラルド・オブ・アームズ (Norfolk Herald of Arms Extraordinary)
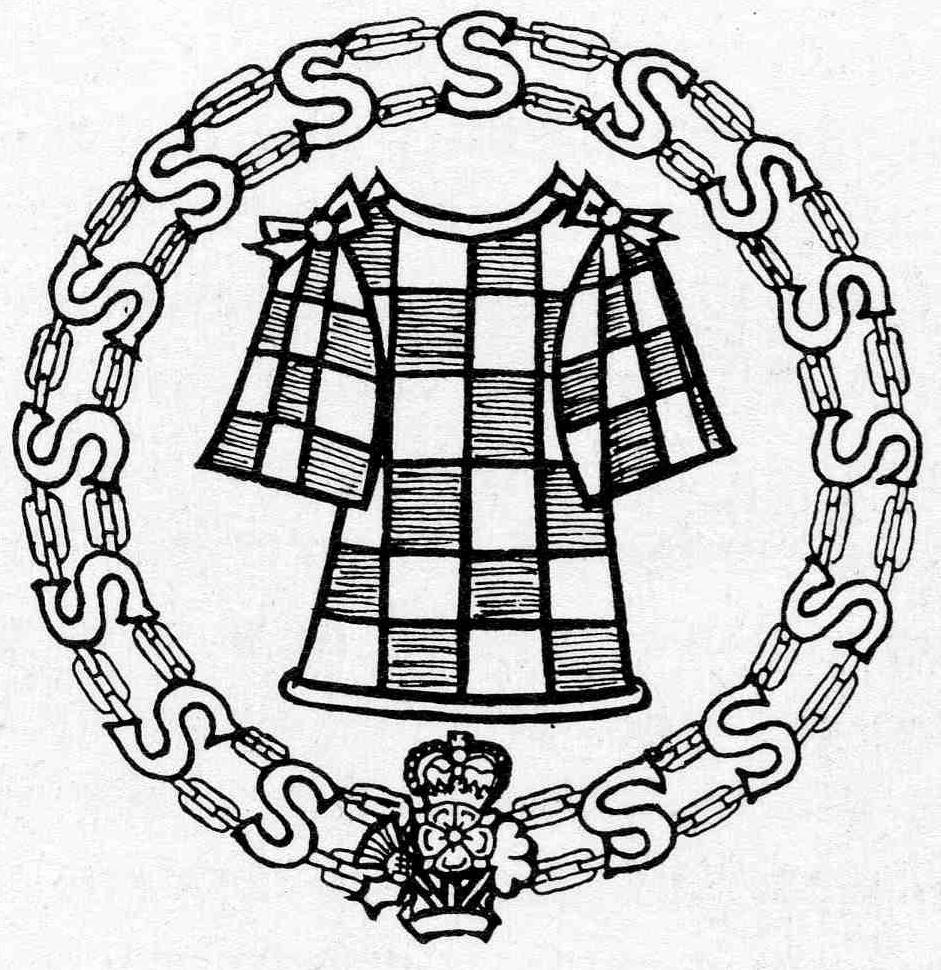
サリー・ヘラルド・オブ・アームズ (Surrey Herald of Arms Extraordinary)
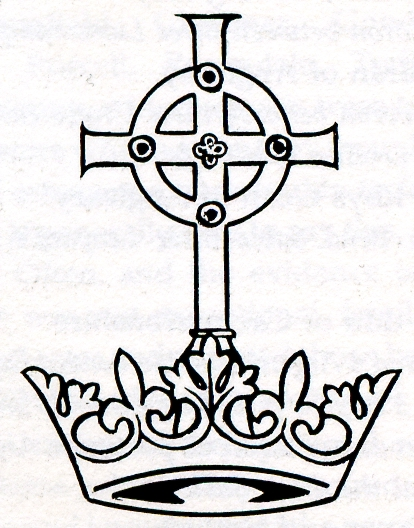
ウェールズ・ヘラルド・オブ・アームズ (Wales Herald of Arms Extraordinary)
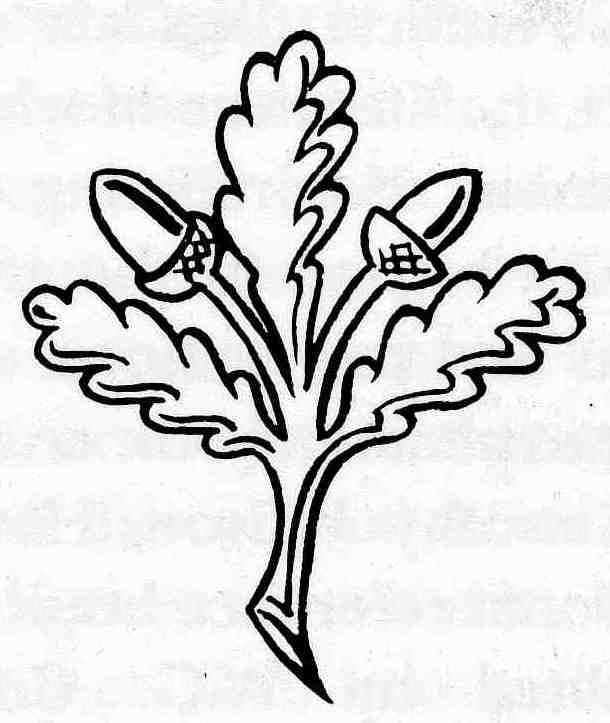
フィッツアラン・パーシヴァント・オブ・アームズ (Fitzalan Pursuivant of Arms Extraordinary)

### パーシヴァント・オブ・アームズ
パーシヴァントの称号は、王政と関連した様々なヘラルディック・バッジに由来する。
- ブルーマントル・パーシヴァント (Bluemantle Pursuivant of Arms in Ordinary)
- ポートカリス・パーシヴァント (Portcullis Pursuivant of Arms in Ordinary)
- ルージュ・クロワ・パーシヴァント (Rouge Croix Pursuivant of Arms in Ordinary)
- ルージュ・ドラゴン・パーシヴァント (Rouge Dragon Pursuivant of Arms in Ordinary)

ブルーマントル・パーシヴァント (Bluemantle Pursuivant of Arms in Ordinary)
ポートカリス・パーシヴァント (Portcullis Pursuivant of Arms in Ordinary)
ルージュ・クロワ・パーシヴァント (Rouge Croix Pursuivant of Arms in Ordinary)
ルージュ・ドラゴン・パーシヴァント (Rouge Dragon Pursuivant of Arms in Ordinary)

### 紋章官の給与
様々な紋章官には、紋章学と系譜学に関する彼ら自身の個人事業があり、紋章院の職員としては名目上の僅かな給与だけが支給される。なお、課税所得ではない。これらの給与は数世紀前に設定され、1日あたりの生活費を反映する。それらはジェームズ1世によってより高い水準に改められたが、1830年代にウィリアム4世によって減額された。紋章官の給料は次のとおり。
- ガーター・プリンシパル・キング・オブ・アームズ - 49.07ポンド/年
- キング・オブ・アームズ（上記以外） - 20.25ポンド/年
- ヘラルド・オブ・アームズ - 17.80ポンド/年
- パーシヴァント・オブ・アームズ - 13.95ポンド/年

## 紋章の授与と相続

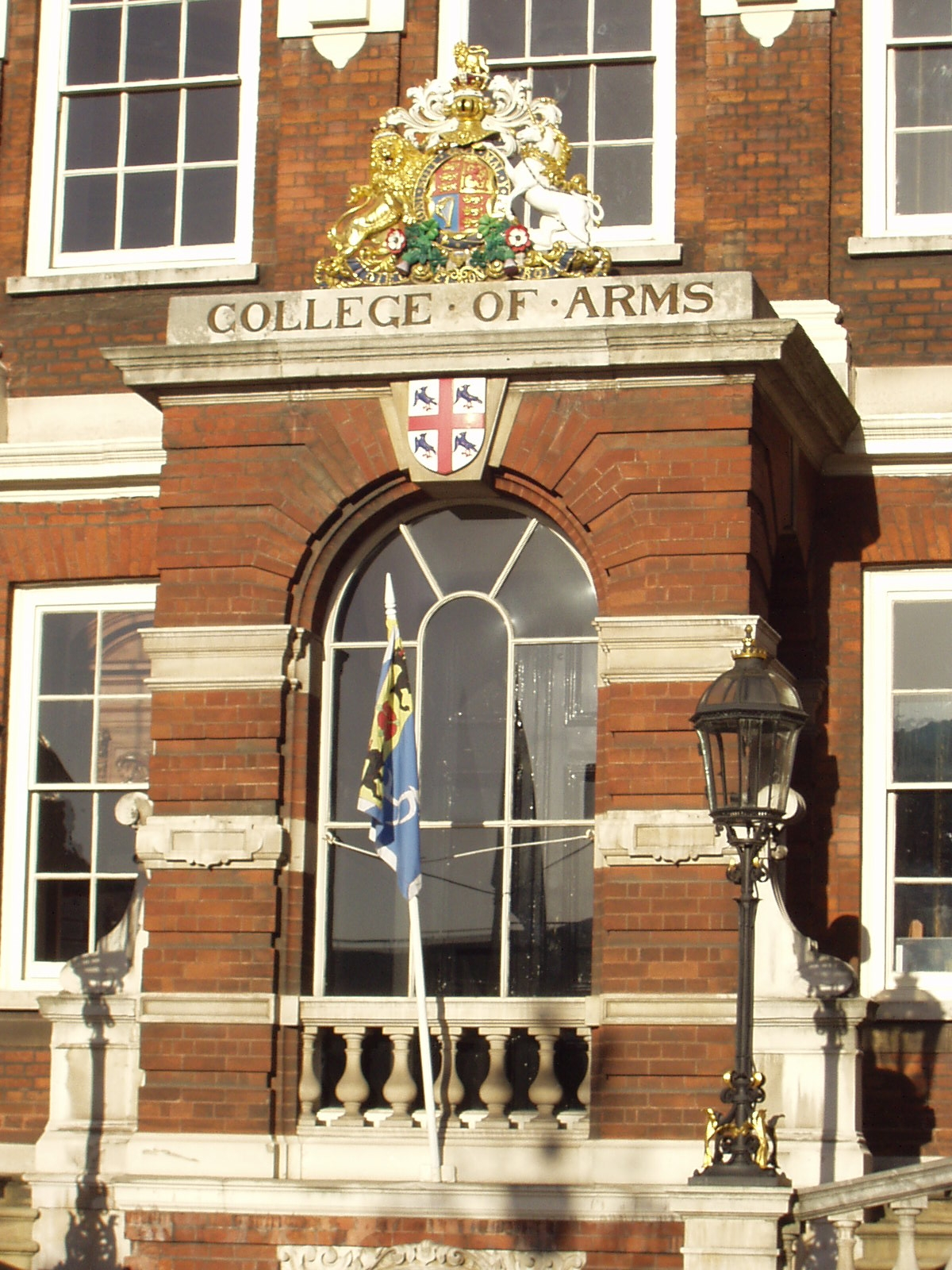
ロンドンにある紋章院の入口。その最上段にはロイヤル・アームズが見える。紋章院の名称の下に、その紋章が掲げられている。更にその下にあるバナーは、その日に受付をしている紋章官を示しており、この写真が撮影された日はウィリアム・ジョージ・ハント（ウィンザー・ヘラルド・オブ・アームズ）の紋章を示している。

### 紋章登録
キング・オブ・アームズは、特許状によって紋章を与える。彼らが紋章を与えることを検討する前に、請願書が紋章院総裁へ提出され、費用が支払われなければならない。
キング・オブ・アームズは、彼らの指名特許状において紋章院総裁の同意に基づき「著名な男性」（クラレンス・キング・オブ・アームズのスティーブン・リークの1741年の指名特許状で最初に現れた文言）に紋章を与える権限を持つ。当初、紋章を使う資格があるあらゆる男性が紳士 (gentleman) であることが期待されていたため、課される審査は財産又は社会的地位のうちのどちらかであった。1530年までに、ヘラルドは、所有する土地から年に10ポンド以上の収入を得ていること、又は300ポンド以上の動産を持っていることを紋章授与の候補者に要求する財産資格を課した。しかし、紋章を与えることに対してヘラルド自身が報酬を受け取るため、彼らは誰が紋章授与を認めるべきかの解釈において、出し惜しみせずむしろ費用に拘らず気前よく認めてしまう動機を常に持っていた。この実例として、1616年にヨーク・ヘラルドであったラルフ・ブルック (Ralphe Brooke) は、ガーター・キング・オブ・アームズであったウィリアム・セガール (William Segar) を騙して僅か22シリングの費用で何の変哲もない絞首刑執行人に紋章を与えさせたことがある。
ヘラルド達はそれに疑問を呈し、とりわけ、紋章の特許が紋章院総裁の同意なしで与えられてはならないと述べた国王の宣言によって、1673年に紋章院総裁の権限は近代の形で確立された。これは、紋章授与の候補者を承認する国王の権限は紋章院総裁によって執行され、紋章を候補者に与える国王の権限は紋章院のキング・オブ・アームズによって執行されることによって運用されている現在のシステムを確立した。紋章院総裁（ノーフォーク公）への請願は、将来の受領者の名における「メモリアル (Memorial)」と呼ばれる嘆願書の形である。メモリアルの内容（例えば、紋章の受領者の職業、居住地、その他の説明）は紋章授与を含む、以降のあらゆる特許状で紛うことなく引き継がれるため、その記述は非常に重要となっている。
伝統に捉われない紋章授与の請願書が認められるべきかどうかに関して一定の基準はない。相談を持ちかけられたヘラルドが、請願書が紋章授与に値する価値を持たないと考える場合、そのヘラルドは手続きを進めるべきではないと請願者に如才なく提案するかもしれない。それでもその手続きが進められるなら、その成否は独自の基準を適用することを期待して紋章院総裁の承認如何に任せるより他にない。2010年までガーター・キング・オブ・アームズであったピーター・グウィンジョーンズ (Peter Gwynn-Jones) は、1998年の自著に、「実際には、適格性は公職又は軍職の職権を有するか、適切な学位又は職業上の免許を持つか、全体として有益な分野において一定の業績を社会に成し遂げたことにかかっている」と述べている。
紋章院総裁が「メモリアル」の請願書が満足であると判断したならば、彼は紋章のデザインを続行するようキング・オブ・アームズに許可を与える証明書を発行する。その後、ヘラルドの1人は、紋章学的に正しいだけでなく、請願者にとって満足のいく紋章を考案するために、請願者と共に働く。その後、最終的な形に達すると、キング・オブ・アームズは、色彩豊かに彩色され装飾された、その中に描かれる紋章の使用を認可する特許状を受領者とその相続人に与える。
紋章授与には費用も相応に必要となる。紋章自体は無料で与えられ、請願者は紋章を買うわけではないが、ヘラルド及びアーティストに彼ら自身の報酬、紋章院の建物の維持費、その他の運営経費を含む費用を払われなければならない。現在、個人の紋章及びクレストの両方の授与に必要な費用は、個人の場合4,225ポンド、非営利団体の場合は9,175ポンド、一般企業の場合は13,750ポンドである（2010年1月現在）。上記の紋章官の伝統的な名目給料はこれとは別であり、紋章院は納税者から資金を得ていない。

### 紋章相続
紋章所有者の紋章（プレイン・コート）、又はケイデンシーのしるしを使用してディファレンスされた紋章は個人の嫡出子全員によって受け継がれ、そのような子供達とその子孫は出生の瞬間から紋章（又はプレイン・コートをディファレンスされたもの）を所有するかもしれない。彼らは、他の遺産と同様に前世代の終わりを待つ必要はなく、紋章院が各世代において紋章の使用を承認する必要性もない。最初の紋章授与のみ、権限を持つ紋章院のような機関が必要になる。息子と娘が彼ら個人のために紋章を所有する権利を受け継ぐが、その権利は男系のみを通過する。故に、息子はその子供たちに紋章を継承するが、娘は自身で紋章を所有していながらその子供たちに紋章を継承しない。この規則に対する例外は、兄弟がいない、あるいは、兄弟はいても彼らに嫡子がない女性のケースである。そのような女性は紋章の女性相続人 (heraldic heiress) と呼ばれており、紋章を彼女らの父の紋章を夫の紋章とクォータリングすることで彼女の子供たちに、そして、従って彼らの子孫に継承することができる。

### 氏名変更
紋章院は氏名変更を記録する役割も果たし、変更しようとする者は氏名変更の事実を公表するを紋章院に請わなければならない。その人物の名前を変えるためには、関連する氏名変更証書 (deed poll) を紋章院の戸籍簿に登録し、ロンドン・ガゼット (London Gazette) （日本で言う官報）で公表するように申し込まなければならない。氏名変更が姓を改めないならば、氏名変更証書は戸籍簿に登録されないが、公表はされる。あるいは、紋章の譲渡のために国王の勅許が与えられるとき、譲渡者の姓への譲り受け人の姓の変更は、氏名変更証書を必要とせずに勅許自体によって許されることがある。